# Ocellarnaca
Ocellarnaca is een geslacht van rechtvleugeligen uit de familie Gryllacrididae. De wetenschappelijke naam van dit geslacht is voor het eerst geldig gepubliceerd in 2004 door Gorochov.

## Soorten
Het geslacht Ocellarnaca omvat de volgende soorten:
- Ocellarnaca braueri Griffini, 1911
- Ocellarnaca fallax Liu, 1999
- Ocellarnaca furcifera Karny, 1926
- Ocellarnaca fuscotessellata Karny, 1926
- Ocellarnaca ocellata Gorochov, 2004
- Ocellarnaca wolffi Krausze, 1906